# Otočje Dahlak
Arhipelag Dahlak (Geez: ዳህላክ) je otočna skupina u Crvenom moru u blizini Massawe u Eritreji.
Sastoji se od dva velika i 124 malih otoka. Izron bisera poznat je bio još u rimsko doba, a biseri se traže i danas.
Samo četiri otoka stalno su naseljena, od kojih je Dahlak Kebir najveći i najnaseljeniji. Ostali otoci su: Dhuladhiya, Dissei, Dohul, Erwa, Harat, Harmil, Isra-Tu, Nahaleg, Nakura, Norah i Shumma.
Otoci su dom raznolikoga morskoga svijeta i morskih ptica te privlače sve veći broj turista. Dahalik jezik govori se na tri otoka (Dahlak Kebir, Norah i Dehil) arhipelaga Dahlak. Do otoka se može doći brodom iz Massawe.

## Povijest
Prema Edwardu Ullendorffu, otočani su bili među prvima u istočnoj Africi, koji su prešli na islam, a o tome svjedoče brojni spomenici. U 7. stoljeću neovisna muslimanska država nastala je na ovom arhipelagu, a nakon toga arhipelag je pripadao Jemenu, Kraljevini Medri Bahri, Osmanskom Carstvu, Talijanskoj Eritreji i Etiopiji do osamostaljenja Eritreje.
Etiopija je bila u savezu sa Sovjetskim Savezom tijekom hladnog rata, pa je na otočju bila sovjetska mornarička baza.

## Vanjske poveznice
|  | Zajednički poslužitelj ima još gradiva o temi Otočje Dahlak |